# Diondiori
Diondiori est une commune du Mali, chef-lieu d'arrondissement dans le Cercle de Ténenkou et la région de Mopti.

## Histoire
En novembre 2016, les élections municipales ne peuvent pas se tenir dans la commune pour des raisons de sécurité.

## Villages
La commune compte 37 localités relevées lors du recensement général de 2009. 
Les villages le plus peuplés sont :
- Diondiori (2 772 habitants)
- Sabaré (1 261 habitants)
- Guile (1 088 habitants)